# 3Live Kru
3Live Kru (3LK) era il nome di una stable di wrestler attiva nella Total Nonstop Action Wrestling (TNA) tra il 2003 ed il 2005.
Il gruppo debuttò nel luglio 2003 e comprendeva all'inizio tre wrestler: Ron Killings, Konnan e B.G. James. La gimmick dei 3Live Kru prevedeva che ognuno dei componenti interpretasse uno stereotipo della propria etnia. Inoltre, i tre erano soliti rappare durante il loro percorso verso il ring, oltre a vestirsi utilizzando abiti che li aiutassero a camuffarsi.
Il bianco del sud degli Stati Uniti B.G. James era chiamato "the Trailer Park Gangsta" o "B-Jizzle". L'afroamericano Ron Killings, in passato noto come "The Truth", fu chiamato "the Suntan Superman". L'ispanico Konnan prese i soprannomi di "The Magic Stick", "K-Dogg" o "K-Dizzle".
Nel novembre 2005 i 3LK hanno aggiunto al loro gruppo Kip James, trasformando il loro nome in 4Live Kru (4LK). Poco tempo dopo, a causa di seri attriti tra i membri riconducibili proprio all'inserimento nel gruppo di Kip James, il gruppo si è sciolto; poco dopo questo avvenimento, Konnan fondò i Latin American Exchange.